# Khủng bố hạt nhân
Khủng bố hạt nhân đề cập đến bất kỳ cá nhân hoặc nhóm người kích nổ vũ khí hạt nhân như một hành động khủng bố (có nghĩa là sử dụng bạo lực bất hợp pháp hoặc vô đạo đức cho mục đích chính trị hoặc tôn giáo). Một số định nghĩa về khủng bố hạt nhân bao gồm việc phá hoại một cơ sở hạt nhân và / hoặc cho nổ một thiết bị phóng xạ, thường được gọi là một quả bom bẩn, nhưng thiếu sự đồng thuận. Về mặt pháp lý, khủng bố hạt nhân là hành vi phạm tội nếu một người "sử dụng bất hợp pháp và cố ý chất phóng xạ... với mục đích gây chết người hoặc thương tích nghiêm trọng cho cơ thể; hoặc với ý định gây thiệt hại đáng kể cho tài sản hoặc môi trường; hoặc với mục đích buộc một thể nhân hoặc pháp nhân, một tổ chức quốc tế hoặc một Quốc gia thực hiện hoặc kiềm chế thực hiện một hành động ", theo Công ước Quốc tế của Liên hợp quốc về trấn áp hành vi khủng bố hạt nhân năm 2005.
Khả năng các tổ chức khủng bố sử dụng vũ khí hạt nhân (bao gồm cả những vũ khí có kích thước nhỏ, chẳng hạn như vũ khí chứa trong vali) là điều đã được biết đến trong văn hóa Hoa Kỳ, và đôi khi đã được thảo luận trước đây trong bối cảnh chính trị của Hoa Kỳ. Việc những kẻ khủng bố có thể có được vũ khí hạt nhân được coi là có thể xảy ra. Tuy nhiên, bất chấp việc trộm cắp và buôn bán một lượng nhỏ vật liệu phân hạch, tất cả đều là vật liệu hạt nhân được quan tâm ở mức độ thấp và ít hơn loại III Đặc biệt (SNM), không có bằng chứng đáng tin cậy nào cho thấy bất kỳ nhóm khủng bố nào đã thành công trong việc lấy SNM loại I, với plutoni cấp vũ khí cỡ vài kilôgam để đạt tới khối lượng tới hạn cần thiết đủ để chế tạo vũ khí hạt nhân.